# Геологическая эра
Геологи́ческая э́ра — отрезок геохронологической шкалы, подынтервал эона. Большинство геологических эр разделяются на геологические периоды.
Последний эон, фанерозой, разделён на три эры: палеозой, мезозой и кайнозой. Границами, разделяющими эры, служат масштабные изменения в биосфере (например, катастрофические вымирания) или в абиотической среде.
В стратиграфии геологическая эра соответствует эратеме, то есть геологическая эра — это промежуток времени в геологической истории Земли, в течение которого сформировалась эратема. В русской литературе вместо термина эратема раньше употреблялся термин «группа».
Катархей, архей и протерозой в совокупности раньше назывались криптозойской или докембрийской эрой. Она охватывала первые 4 миллиарда лет истории Земли — так называемый протопланетный период и время, о существовании жизни в котором материальные свидетельства отрывочны. В настоящее время эти интервалы времени определяются как эоны или надэры, а архей и протерозой также подразделяются на эры.